# 波拉皮
51°18′36″N 23°56′15″E / 51.31000°N 23.93750°E

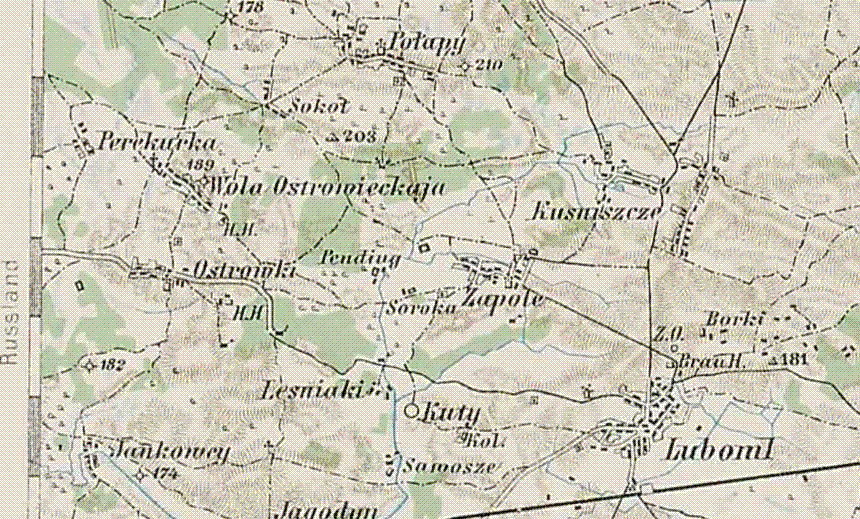

波拉皮（烏克蘭語：Полапи），是烏克蘭的村落，位於該國西部沃倫州，由科韋利區負責管轄，始建於1510年，面積4平方公里，海拔高度191米，2001年人口1,083，人口密度每平方公里270.75人。